# Mimi Coertse
 (novembre 2016).
Mimi Coertse (née le 12 juin 1932 à Durban) est une soprano sud-africaine.

## Jeunesse
Mimi Coertse, née à Durban, KwaZulu-Natal, est inscrite au lycée de jeunes filles Helpmekaar à Johannesbourg. Elle commence à étudier le chant en Afrique du Sud en 1949. En juillet 1953, elle épouse le compositeur Dawid Engela. Elle quitte l'Afrique du Sud en septembre 1953 pour Londres, et ensuite via La Haye  se rend à Vienne. En janvier 1954, elle commence une formation avec Maria Hittorff et Josef Witt.

## Carrière à l'opéra
Coertse a fait ses débuts en janvier 1955 dans le rôle de première fille-fleur dans Parsifal de Wagner au Teatro San Carlo de Naples, sous la direction de Karl Böhm. Elle a également chanté à Bâle au Teatro San Carlo. Le 17 mars 1956, elle fait ses débuts à l'Opéra d'État de Vienne dans le rôle de la Reine de la nuit dans La Flûte enchantée de Mozart et reste avec l'Opéra d'État de Vienne jusqu'en 1978. Elle fait ses débuts en 1956 au Covent Garden dans le même rôle.

Coertse a chanté la partie de soprano dans Matthäus-Passion de Bach à la première apparition de Fritz Wunderlich à Vienne en 1958
Son répertoire comprend également :
- La Flûte enchantée (Wolfgang Amadeus Mozart) – la Reine de la nuit
- L'Enlèvement au sérail (Wolfgang Amadeus Mozart) – Constance
- Ariadne auf Naxos (Richard Strauss) – Najade, plus tard Zerbinetta
- Rigoletto (Giuseppe Verdi) – Gilda
- Les Contes d'Hoffmann (Jacques Offenbach) – Olympia, Antonia, Giulietta, Stella
- Palestrina (Hans Pfitzner) – l'Ange
- Carmen (Georges Bizet) – Frasquita
- Martha (Friedrich von Flotow) – Martha
- Mignon (Ambroise Thomas) – Philine
- La traviata (Giuseppe Verdi) – Violetta
- An Irish Legend (Werner Egk) – female lead
- Unverhofftes Begegnen (Joseph Haydn) – rôle féminin
- I Pagliacci (Ruggiero Leoncavallo) – Nedda
- Arabella (Richard Strauss) – Fiaker-Milli
- Bastien und Bastienne (Wolfgang Amadeus Mozart) – Bastienne
- La Veuve joyeuse (Franz Lehár) – Hanna Glawari
- Lucia di Lammermoor (Gaetano Donizetti) – Lucia
- Die Fledermaus (Johann Strauss II) – Rosalinde
- L'Heure espagnole (Maurice Ravel) – Concepcion, staging Otto Schenk
- Don Giovanni (Wolfgang Amadeus Mozart) – Donna Elvira
- La Bohème (Giacomo Puccini) – Musetta
- Norma (Vincenzo Bellini) – Norma
- Così fan tutte (Wolfgang Amadeus Mozart) – Fiordiligi
- Falstaff (Giuseppe Verdi) – Mrs. Alice Ford
- Turandot (Giacomo Puccini) – Liu, jeune esclave
- Angélique (Jacques Ibert) – Angelique, staging Axel Corti
- Don Giovanni (Wolfgang Amadeus Mozart) – Donna Anna
- Die schweigsame Frau (Richard Strauss) – Aminta, Timida 1968 Premiere Vienna State Opera, staging Hans Hotter
- Die ägyptische Helena (Richard Strauss) – Aithra
- Daphne (Richard Strauss) – Daphne
- Don Carlos (Giuseppe Verdi) – Élisabeth de Valois

Elle a chanté dans les théâtres à Aix-en-Provence, Athènes, Barcelone, Bruxelles, Covent Garden, de Düsseldorf, de Glyndebourne, Graz, Hambourg, Linz, Londres, Melk, Naples, Palerme, de Salzbourg, de Stuttgart, de La Haye, de Turin et de Wiesbaden et avec des chefs d'orchestre tels que Karl Böhm, Vittorio Gui, Alberto Erede, Heinrich Hollreiser, Herbert von Karajan, Joseph Keilberth, Jascha Horenstein, Rudolf Kempe, Josef Krips, Rafael Kubelík, Erich Leinsdorf, Wilhelm Loibner, Lorin Maazel, Dimitri Mitropoulos, Edouard van Remoortel, Rudolf Moralt, Heinz Wallberg, Nello Santi, Giuseppe Patane, John Pritchard, Argeo Quadri, Mario Rossi, Sir Malcolm Sargent, Hermann Scherchen, Georg Solti, Hans Swarowsky, Horst Stein, George Szell, Silvio Varviso, Anton Hartman, Antonino Il et Berislav Klobučar.
Parmi les célèbres chanteurs qui ont été son partenaire figurent Eberhard Wächter, Jean Madère, Giuseppe di Stefano, Alfredo Kraus, George London, Walter Berry, Rudolf Christ, Renate Holm, Boris Christoff, Anton Dermota, Otto Edelmann, Cesare Siepi, Giuseppe Taddei, Ettore bastianini ou, Luciano Pavarotti, Aldo Protti, Simon Estes, Hilde Gueden, Johannes Heesters, Sena Jurinac, Waldemar Kmentt, Peter Schreier, Gottlob Frick, Paul Schöffler, Erich Kunz, Christa Ludwig, Julius Patzak, Murray Dickie, Luigi Alva, Helge Rosvaenge, Rudolf Schock, Birgit Nilsson, Teresa Stich-Randall, Gwyneth Jones, Otto Wiener, Heinz Holecek et Giuseppe Zampieri.
Elle est également connue en Afrique du Sud pour ses chansons en afrikaans.

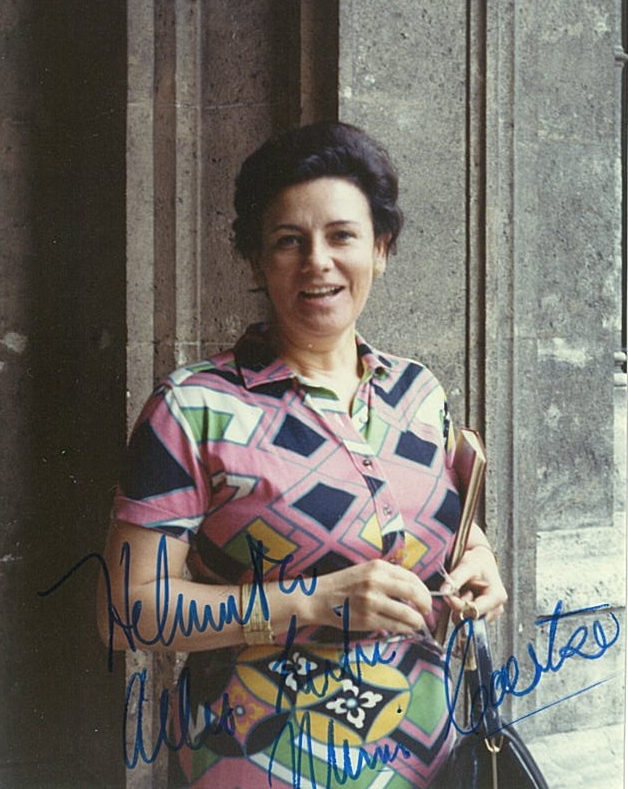
Mimi Coertse à Vienne.

## Prix et distinctions
- 1961 : médaille d'honneur de l'Académie sud-africaine des sciences et des arts
- 1966 : titre de la Kammersängerin
- 1985 : décoration pour bons et loyaux services (Afrique du Sud) en reconnaissance de sa contribution aux arts
- Août 1996 : croix d'honneur autrichienne pour la science et l'art[3]
- 2002 : Golden Rathausmann
- 2003 : Docteur honoris causa en philosophie de l'université de Pretoria, Afrique du Sud
- 2004 : élue 45e dans le Top 100 des Grands Sud-Africains
- 2008 : Mimi Coertse Musée van Afrikaans ouvert à Huis vir Afrikaanse Poësie des Capitaux dans le Parc, à Pretoria.
- 2012 : Exposition spéciale au musée Staatsoper de Vienne : « Mimi Coertse, une femme viennoise venant d'Afrique du Sud » (1er juillet – 30 septembre)